# Rhizomucor tauricus
Rhizomucor tauricus är en svampart som först beskrevs av Milko & Schkur., och fick sitt nu gällande namn av Schipper 1978. Rhizomucor tauricus ingår i släktet Rhizomucor och familjen Mucoraceae.   Inga underarter finns listade i Catalogue of Life.